# Allorchestes anceps
Allorchestes anceps är en kräftdjursart. Allorchestes anceps ingår i släktet Allorchestes och familjen Hyalellidae. Inga underarter finns listade i Catalogue of Life.